# Пугач африканський
Пугач африканський (Bubo africanus) — вид хижих сов з роду Пугач. Є одним з найменших у своєму роді. Висота дорослого представника виду не перевищує 45 см, маса сягає 850 грам. Поширені в Африці, у пустелі Сахара.